# Bargeldloser Zahlungsverkehr
Bargeldloser Zahlungsverkehr (oder unbarer Zahlungsverkehr, englisch electronic funds transfer mit Abkürzung EFT) ist in der Wirtschaft ein Teilbereich des Zahlungsverkehrs, bei dem die Übertragung von Zahlungsmitteln zwischen Wirtschaftssubjekten durch Buchgeld erfolgt, ohne dass Bargeld erforderlich ist.

## Allgemeines
Der gesamte Zahlungsverkehr besteht aus Barzahlungen, halbbaren Zahlungen und bargeldlosen Zahlungen. Bei Barzahlungen wird das Bargeld zwischen Zahlungspflichtigem und Zahlungsempfänger ausgetauscht, während bei halbbaren Zahlungen entweder der Zahlungspflichtige oder der Zahlungsempfänger über Bargeld verfügt und durch Bareinzahlung in Buchgeld oder durch Barauszahlung Buchgeld in Bargeld verwandelt. Der bargeldlose Zahlungsverkehr erfordert für alle hieran beteiligten Wirtschaftssubjekte eine Bankverbindung, damit sie ihre Zahlungen über ein Bankkonto bargeldlos leisten können. Zu den Wirtschaftssubjekten gehören Privathaushalte, Unternehmen, sonstige Personenvereinigungen und der Staat mit seinen Untergliederungen (öffentliche Verwaltung).

## Geschichte
Nach den Perserkriegen zwischen 490 und 449 v. Chr. nahmen die im Bankgeschäft führenden Trapeziten (heute noch griechisch τραπεζα trapeza für ‚Bank‘) Depositen an und führten hieraus Zahlungsleistungen durch Umschreibung von einem auf das andere Konto aus. Römisches Pendant zu den Trapeziten stellten die Argentarii dar. Sie vermittelten Zahlungen durch Umschreiben in den Geschäftsbüchern, das Umschreiben (lateinisch perscribere) nahm die Bedeutung von „Bezahlung“ an. Der Anweisungsakt (lateinisch delegatio) war im römischen Recht der Ausgangspunkt für Zahlungen.
Das in islamischen Ländern bekannte Hawala-Finanzsystem wurde bereits 1327 dokumentiert, das sich durch die Koexistenz kleiner, stammesrechtlich geprägter Gebiete kennzeichnete und auf dem Vertrauen (arabisch حوالة, DMG Ḥawāla) der Beteiligten aufbaute. In Europa wurde der bargeldlose Zahlungsverkehr mit Wechselbriefen wahrscheinlich im Rechtskreis von Genua im 12./13. Jahrhundert erfunden. Erste Banken mit ausschließlichem Zahlungsverkehrsgeschäft entstanden mit der 1407 gegründeten „Casa di San Georgio“ in Genua, erste staatliche Girobanken waren die 1587 in Venedig entstandene „Banco di Rialto“, die 1592 in Mailand gegründete Banco Ambrosiano und die 1619 in Venedig gegründete „Banco Giro“, die erstmals das Wort „Giro“ im Namen enthielt.
Die Frankfurter Reformation befand im Jahr 1578, dass die bloße Anweisung noch keine Zahlung sei. Die Zahlung werde demnach nicht bereits mit der Verpflichtung des Angewiesenen, sondern erst mit dessen tatsächlicher Leistung bewirkt. Das findet sich noch heute in § 788 BGB wieder. Nach dem Vorbild der italienischen Banken entstand im Januar 1609 die Amsterdamer Wechselbank, der im März 1619 die Hamburger Bank folgte. Sie war eine reine Zahlungsbank, der 1621 noch die Nürnberger Banco Publico folgte. Die im Januar 1876 gegründete Reichsbank übernahm die Hamburger Girobank als Niederlassung. Der Reichsbank-Vorstand Richard Koch verstand unter einer Girozahlung die Vermittlung von Zahlungen unter den Kunden durch Ab- und Zuschreibung in den Bankbüchern auf der Grundlage der Depositen.
Der Rechtswissenschaftler Georg Cohn trug 1885 mit den ersten zahlungsverkehrsrechtlichen Werken zur rechtlichen Einordnung des bargeldlosen Zahlungsverkehrs bei und ordnete den Girovertrag als Voraussetzung für die Girozahlung ein, Bankguthaben seien die Grundlage jeder Girozahlung. Mit der Gründung der Reichsbank im Januar 1876 übernahm diese neben hoheitlichen Aufgaben auch Aufgaben im bargeldlosen Zahlungsverkehr. An einigen zentral gelegenen Orten trafen sich die Boten der Kreditinstitute und verrechneten die gesammelten Schecks und Überweisungen miteinander, die Spitzenbeträge wurden über die Reichsbankkonten, die von den Kreditinstituten bei der Reichsbank zu unterhalten waren, im Rahmen der großen Abrechnung verrechnet. Überweisungen an andere Orte wurden dann innerhalb der Reichsbank durch körperliche Übersendung der Belege verrechnet. Nach Gründung der Bank deutscher Länder und ihrem Rechtsnachfolger, der Deutschen Bundesbank mit ihren örtlichen Filialen, den Landeszentralbanken, wurde die direkte Verrechnung zwischen den Banken mit Ausnahme der Hamburger Abrechnung 1949 abgeschafft. Alle Beträge wurden mit den Landeszentralbanken verrechnet.
Die Wirtschaftskrise des Jahres 1907 in Deutschland gab einen Anstoß zur Einführung des bargeldlosen Zahlungsverkehrs, um die Geldversorgung der Wirtschaft unabhängiger vom Bargeld zu gestalten. Hierfür bauten die historisch gewachsenen verschiedenen Bankengruppen (Sparkassen, Raiffeisenbanken/Volksbanken, Großbanken, Private Banken) ab 1908 eigene Gironetze auf, in denen der Zahlungsverkehr durch Spitzeninstitute (Girozentralen, Genossenschaftszentralbanken) schnell abgewickelt werden konnte. Johann Christian Eberle hatte die Vorteile eines sparkasseneigenen, geschlossenen Zahlungsverkehrsnetzes erkannt und die Gründung von Girozentralen als zentrale Verrechnungsstelle in jedem Land Preußens vorgeschlagen. Auf Eberles Initiative hin kam es am 5. Oktober 1908 zur Gründung des Giroverbandes Sächsischer Gemeinden mit 151 Mitgliedern, der eigentliche Giroverkehr begann am 2. Januar 1909 mit der ersten deutschen Girozentrale, die in Dresden den Giroverkehr für 143 Girokassen aufnahm. Seit 1910 stieg die Bedeutung der Zahlungsverkehrsfunktion für Landesbanken, da sie zur zentralen Verrechnungsstelle bei der Beschleunigung des bargeldlosen Zahlungsverkehrs wurden. Seit Februar 1911 übernahm die Stadtsparkasse Köln die Funktion der Girozentrale in der Rheinprovinz. Am 20. Juni 1914 beschloss der Rheinisch-Westfälische Sparkassentag in Köln, die Landesbank der Rheinprovinz anstelle der Stadtsparkasse Köln als Girozentrale einzusetzen. In der Folge gründeten sich weitere Giroverbände, und am 26. Oktober 1916 schlossen sich 12 Giroverbände zum „Deutschen Zentral-Giroverband“ zusammen. Ab 1923 begann der Zusammenschluss von in der gleichen Region tätigen Landesbanken mit reinen Girozentralen, was zur Schaffung der „Gemeinschaftsbanken“ führte.
Um mit den Überweisungsbeträgen während der Postlaufzeit der Belege zinsbringend arbeiten zu können (Float), wurden größere Beträge so lange wie möglich im eigenen Filialnetz gehalten. Die Sparkassen bedienten sich hierzu der Landesbanken oder Girozentralen, der Genossenschaftssektor der Volksbanken und die Raiffeisenbanken bedienten sich der Genossenschaftszentralen. Auch die Postscheckämter, als Rechtsvorgänger der Postbank, hielten die Beträge im eigenen Netz.
Eine Vereinheitlichung des Zahlungsverkehrs in den EU-Mitgliedstaaten erfolgte durch das Zahlungsdiensterecht vom Oktober 2009. Es führte zu europaweiten einheitlichen Zahlungstransaktionen, Zeitvorgaben für die Auftragsausführung oder Widerrufsrechten. Durch das Projekt Europäischer Zahlungsraum (SEPA) begann ab Februar 2014 ein europaweit einheitlicher Zahlungsraum für bargeldlose Zahlungen in Euro, wobei allerdings die teilnehmenden Gebiete weit über die Euro-Staaten hinausgehen. Seit Januar 2018 gilt die überarbeitete Zahlungsdiensterichtlinie (PSD2), die Online- und Mobilfunkzahlungen berücksichtigt.

### Automatisierungsschritte
Mit Einführung der Bankleitzahlen und der Einigung der Spitzenverbände der Kreditinstitute auf ein einheitliches Überweisungsformular mit einem besonderen Bereich, für eine OCR-fähige Beschriftung wurden die Überweisungsbelege und Schecks maschinenlesbar und auf besonderen Anlagen maschinell auch sortierbar, außerdem erfolgte eine automatisierte Verfilmung der Belege. Die Belege mussten aber weiterhin körperlich zum Institut des Zahlungsempfängers, bei Schecks zum Institut des Zahlungspflichtigen, transportiert werden.
Die Postscheckämter nahmen an dieser Belegstandardisierung etliche Jahre nicht teil.
Für Kunden wurde ferner das Datenträgeraustausch-Verfahren (DTA) geschaffen. Mit diesem Datenträgeraustausch wurde die Erstellung von Belegen überflüssig. Die Überweisungen oder Lastschriften wurden auf Datenträgern wie Magnetbändern oder auch Disketten zur weiteren Ausführung eingereicht.
Ab Mitte der 1990er Jahre wurden sämtliche weitere Angaben in den Betreffzeilen der Überweisungen maschinell eingelesen oder von Hand erfasst. Der Belegtransport konnte entfallen. Die Daten aus der Überweisung wurden entweder innerhalb des Institutssektors oder zur Bundesbank über Standleitungen übertragen und weiterverarbeitet.

### Geschichtliche Entwicklung in der Schweiz
Der bargeldlose Zahlungsverkehr existierte hier bereits, bevor die Schweizerische Nationalbank (SNB) 1905/1906 ihre Tätigkeit aufnahm. 1905 erhielt sie ein Mandat, diesen bargeldlosen Zahlungsverkehr zu vereinfachen. Sie setzte dies um mittels eines dezentralen Überweisungssystems. Während der Weltwirtschaftskrise dann trat die Schweiz einem internationalen Clearing-System bei. 1987 wurde das Swiss Interbank Clearing geschaffen, das von der SIX Interbank Clearing AG im Auftrag der SNB betrieben wird. Im gleichen Jahr wurde der Verband Elektronischer Zahlungsverkehr (VEZ) von zwölf Firmen und fünf Verbänden gegründet. Laut VEZ soll in Zukunft das Barzahlen durch den bargeldlosen Zahlungsverkehr ersetzt werden. Die Debitkarten in der Schweiz werden von Maestro auf Debit Mastercard und von V Pay auf Visa Debit umgestellt. Für die kleinen und mittleren Unternehmen (KMU) bedeutet dieser Wechsel vor allem eine Vervielfachung der Gebühren, welche sie pro Transaktion zu bezahlen haben. Die Banken hingegen profitieren, da sie an den Gebühren mitverdienen. Der Schweizerische Gewerbeverband hat indes bereits den Austritt aus dem VEZ verkündet. Die Wettbewerbskommission und der Preisüberwacher intervenierten, die Politikerin Jacqueline de Quattro reichte eine Interpellation ein.

## Funktionsweise
Der bargeldlose Zahlungsverkehr erfolgt üblicherweise über Kreditinstitute und betrifft Zahlungen in der Form von Buchgeld zwischen Kontokorrentkonten, auch Girokonten genannt, bei denen kein Bargeld bewegt wird. Das Konto des Auftraggebers wird mit dem Zahlungsbetrag belastet, der Empfänger erhält eine entsprechende Gutschrift auf seinem Konto. Die Kreditinstitute erbringen die Dienstleistung des Transfers und erhalten meist eine Gebührengutschrift, eventuell im Rahmen von Kontoführungspauschalen.
Wird Geld von einer Bank zur anderen übertragen, so geschieht dies über die so genannten Gironetze oder Girokreise. In Deutschland existierten fünf klassische Gironetze, die ihrerseits ebenfalls vernetzt sind und auch Zahlungen mit dem Ausland abwickeln
| Betreiber                                        | Mitglieder                                  | Zweck                                                                                      |
| ------------------------------------------------ | ------------------------------------------- | ------------------------------------------------------------------------------------------ |
| Deutsche Bundesbank                              | Landeszentralbanken, Geschäftsbanken        | Verrechnungsverkehr, Fernüberweisungen der Geschäftsbanken                                 |
| Postbank                                         | Postgiroämter                               | Zahlungsverkehr der Deutsche Post AG                                                       |
| Deutscher Sparkassen- und Giroverband            | Sparkassen, Bausparkassen und Girozentralen | Zahlungsverkehr der Sparkassen, über Girozentralen abgewickelt                             |
| Deutscher Genossenschafts- und Raiffeisenverband | Kreditgenossenschaften und Volksbanken      | Zahlungsverkehr der Raiffeisenbanken und Volksbanken, heute zentralisiert über die DZ Bank |
| Filialbanken                                     | Deutsche Bank und Commerzbank               | Zahlungsverkehr der Filialen dieser Großbanken                                             |

Zahlungen und Auslandszahlungsverkehr innerhalb der EU-Mitgliedstaaten gehen ab einer Einzelsumme von 12.500 Euro in die nationale Zahlungsbilanzstatistik ein, hierfür sind dann zusätzliche Angaben zum Grundgeschäft für nationale Statistiken erforderlich. Derartige Aufträge werden zwischen den Banken meist über SWIFT oder TARGET abgewickelt.
Seit Januar 2008 existierte das Verfahren für die Schaffung des Europäischen Zahlungsraumes (SEPA), das im Euro-Zahlungsverkehr die Grenze zwischen nationalen und europäischen Transaktionen für den Bankkunden verschwinden lässt und in Zukunft alle Überweisungen (auch im Inland) standardisiert.

## Zahlungsverkehrsarten
| Bargeldlose Zahlungsarten im Überblick | Bargeldlose Zahlungsarten im Überblick                                                                | Bargeldlose Zahlungsarten im Überblick | Bargeldlose Zahlungsarten im Überblick | Bargeldlose Zahlungsarten im Überblick | Bargeldlose Zahlungsarten im Überblick                                                                                  |
|                                        | Vorgang                                                                                               | Abrechnung                             | Bonität geprüft?                       | Bankgebühren                           | Sonstiges |
| -------------------------------------- | --- | -------------------------------------- | -------------------------------------- | -------------------------------------- | --- |
| Scheck                                 | Unterschrift Aussteller auf Vordruck                                                                  | Offline                                | Nein                                   | keine                                  | Im Bankgeschäft mit Privatkunden nach dem Wegfall des EC die Ausnahme, mit Unternehmen weiterhin üblich                 |
| Überweisung                            | Überweisungsträger: - Vordruck und Unterschrift - Onlinebanking, Telefonbanking, Überweisungsterminal | Offline / Online                       | Ja                                     | keine                                  | Meist per Onlinebanking                                                                                                 |
| Lastschriftverfahren                   | Girocard und Unterschrift                                                                             | Offline                                | Nein                                   | keine                                  | Auf Vertrauensbasis (Stammkunden haben geringere Beträge)                                                               |
| Online- SEPA-Lastschriftmandat         | Girocard und Unterschrift                                                                             | Online                                 | Nein                                   | 0,05 € (Sperrdateiabfrage)             | Nur Abfrage nach Sperrung (keine Bonitätsprüfung). Bis 31. Dezember 2006 über PoZ, seitdem nur durch Teilnahme an KUNO. |
| Electronic Cash                        | Girocard und PIN                                                                                      | Online                                 | Ja                                     | 0,3 % des Umsatzes (mindestens 0,08 €) | Für Zahlungen im Laden / am Tresen                                                                                      |
| Kreditkarte                            | Kreditkarte und Unterschrift                                                                          | On- und Offline                        | Ja                                     | (gemäß Vereinbarung mit dem Acquirer)  | weltweit verbreitet |
| GeldKarte                              | aufgeladene GeldKarte                                                                                 | Offline                                | Ja                                     | 0,3 % des Umsatzes (min. 0,01 €)       | Garantie wegen vorherigem Aufladen der Karte                                                                            |
| Debitkarte                             | Debitkarte und PIN oder NFC-Debitkarte                                                                | Online                                 | Ja                                     | (gemäß Vereinbarung mit dem Acquirer)  | Neu ausgestellte Karten enthalten in der Regel einen NFC-Chip.                                                          |
| Mobile-Payment                         | Mobile App und Authentifizierung                                                                      | Online                                 | Ja                                     | (gemäß Vereinbarung mit dem Acquirer)  | Erweiterte Kundenbindungsmöglichkeiten                                                                                  |

Bei den angegebenen Kosten für den Unternehmer (z. B. Verkäufer im Einzelhandel) sind gegebenenfalls zusätzliche Bankgebühren für die Buchungen auf dem Konto des Zahlungspflichtigen und dem Konto des Zahlungsempfängers zu berücksichtigen (Buchungspostengebühr).

## Auftragserteilung
Üblicher Weg der Auftragserteilung in Deutschland ist die persönliche Beauftragung in einer Filiale der Bank, oder die Beauftragung über das elektronische Bankgeschäft.
Es gibt derzeit die folgenden grundsätzlichen Auftragsarten im klassischen Zahlungsverkehr:
- Überweisung (eine Unterart der Überweisung ist z. B. der Dauerauftrag, bei der eine regelmäßig wiederkehrende Zahlung von der Bank automatisch ausgeführt wird)
- Scheck (Barscheck, Verrechnungsscheck und Orderscheck, der garantierte EC-Scheck wurde abgeschafft)
- Wechsel
- Lastschriften werden aufgrund einer Vertragsbeziehung durch den Zahlungsempfänger erstellt und laufen von seinem Kreditinstitut zum Kreditinstitut des Zahlungspflichtigen, dessen Konto mit dem Betrag belastet wird.

Neben diesen Grundarten gibt es eine Vielzahl von elektronisch basierten Zahlungsmöglichkeiten wie die GeldKarte, Debitkarten – sowie die Kreditkarten. Neben der persönlichen Auftragsabwicklung in einer Filiale ist Beschaffung von Bargeld an Geldautomaten sowie die bargeldlose Bezahlung an Kassen, welche in das System des Electronic Cashs eingebunden sind, möglich.
Letztlich bedienen sich die Kartenzahlungen auch einer der oben genannten Grundzahlungsverfahren – meist werden die Beträge per garantierter, nicht rückgebbarer Lastschriften beim Karteninhaber eingezogen und seinem Konto belastet. Neben der Funktion der Karten als bargeldloses Zahlungsmittel dienen sie hauptsächlich der Bargeldbeschaffung und, bei der Kreditkarte, der kurzfristigen Kreditinanspruchnahme.

## Vor- und Nachteile

### Vorteile für Kontoinhaber
- schnelle und bequeme Zahlungen
- Sicherheit durch geringe Bargeldhaltung

### Nachteile für Kontoinhaber
- Transaktionsgebühren
- Protokollierbarkeit/Nachverfolgbarkeit des Geldverkehrs, auch zum Zwecke der Überwachung
- kein sofortiger Zahlungseingang
- Ggfs. Auszahlungsentgelte an Geldein- und -ausgabeautomaten

## Statistische Angaben
Daten zum bargeldlosen Zahlungsverkehr in Deutschland werden von der Deutschen Bundesbank und vom Zentralen Kreditausschuss bereitgestellt. 2010 wurden in Deutschland 64,5 Billionen Euro bargeldlos übertragen. Der überwiegende Anteil der bargeldlosen Transaktionen (gemessen am Umsatz) entfällt auf Überweisungen.
| Umsatz        | Anteil 2010 | Anteil 2016 |
| ------------- | ----------- | ----------- |
| Überweisungen | 81,0 %      | 91,6 %      |
| Lastschriften | 18,3 %      | 7,2 %       |
| Schecks       | 0,4 %       | 0,3 %       |
| Debitkarten   | 0,2 %       | 0,3 %       |
| Kreditkarten  | 0,1 %       | 0,2 %       |

| Transaktionen | Anteil 2010 | Anteil 2016 |
| ------------- | ----------- | ----------- |
| Überweisungen | k. A.       | 29,6 %      |
| Lastschriften | k. A.       | 50,6 %      |
| Schecks       | k. A.       | 0,1 %       |
| Debitkarten   | k. A.       | 14 %        |
| Kreditkarten  | k. A.       | 5 %         |

## Trivia
Eine größtenteils bargeldlose Gesamt-Volkswirtschaft ergab sich während der Versorgungskrise und Hyperinflation in Venezuela ab 2018, als Bargeld der Landeswährung Bolivar aus dem Alltagsleben der Bevölkerung nahezu verschwunden war.